# 聲色盒子
聲色盒子有限公司（3H Sound Studio Ltd.）創立於2004年，為亞洲知名電影錄音室。由音效大師杜篤之先生主持至今，曾榮獲十一座金馬獎最佳錄音及最佳音效獎項，與國際知名導演楊德昌、王家卫、侯孝賢、蔡明亮等數度合作。

## 歷年作品
- 作品列表 （页面存档备份，存于）